# Batalha de Alepo (2024)
A Batalha de Alepo iniciou em 29 de novembro de 2024, quando uma aliança liderada por pequenos grupos rebeldes sírios junto à facção Tahrir al-Sham lançaram uma invasão relâmpago contra a cidade de Alepo, até então controlada pelo Exército Árabe Sírio. Foi a primeira vez desde 2016 que a cidade de Aleppo era palco de uma batalha de grandes proporções.
Em 30 de novembro de 2024, grupos de oposição capturaram a maior parte da cidade em meio ao colapso das forças pró-governo Assad.